# Ihlingshof
Ihlingshof (früher: Wiedemannshof; westallgäuerisch: Ihlingshof) ist ein Gemeindeteil der Gemeinde Oberreute im bayerisch-schwäbischen Landkreis Lindau (Bodensee).

## Geographie
Der Weiler liegt circa 1,5 Kilometer nördlich des Hauptorts Oberreute und zählt zur Region Westallgäu.

## Geschichte
Ihlingshof wurde erstmals urkundlich im Jahr 1366 mit der Burg als zum Hofe erwähnt. Der Ort wird historisch oft als Widemannshof angegeben, ab 1769 vermehrt als Ihlingshof. Der Ortsname bezieht sich auf die Familiennamen Widemann bzw. Jelin. 1769 fand die Vereinödung in Ihlingshof mit fünf Teilnehmern statt. 1889 wurde im Ort eine Sennerei und ein Sägewerk errichtet, die nach 1900 wieder abgebrochen wurden. Der ursprüngliche Ihlingshof brannte 1937 ab.

## Baudenkmäler
Siehe auch: Liste der Baudenkmäler in Ihlingshof